# Alexander Blankenagel
Alexander Blankenagel (* 26. März 1946 in Lillehammer, Norwegen) ist ein deutscher Rechtswissenschaftler.
1992 wurde er zum Professor für öffentliches Recht, Russisches Recht und Rechtsvergleichung an der  Humboldt-Universität zu Berlin ernannt, wo er unterrichtet und forscht. Zudem ist er als Rechtsberater für die EU u. a. in der Russischen Föderation tätig.
Zusammen mit Gesine Schwan und Stephan Breidenbach  gründete er 2009 die Humboldt-Viadrina School of Governance.
Er ist Kuratoriumsmitglied der  IRZ-Stiftung (Deutsche Stiftung für internationale rechtliche Zusammenarbeit) und Mitherausgeber der Zeitschriften WiRO, Sravnitel'noe konstitucionnoe obozrenie, Nalogoved.
Im September 2019 gehörte er zu den etwa 100 Staatsrechtslehrern, die sich mit dem offenen Aufruf zum Wahlrecht Verkleinert den Bundestag! an den Deutschen Bundestag wandten.

## Publikationen (Auswahl)
- Zur Funktion der Grundrechte in der UdSSR. Eine Darstellung am Beispiel des Rechts auf Arbeit und des Rechts auf freie Meinungsäusserung (= München, Univ., Jur. Fak., Diss.), 1975.
- Tradition und Verfassung. Neue Verfassung und alte Geschichte in der Rechtsprechung des Bundesverfassungsgerichts. (Zugl.: Bayreuth, Univ., Habil.-Schr., 1984), Nomos, Baden-Baden 1987, ISBN 978-3-7890-1422-2.
- Detstvo, otrocestvo i junost’ Rossijskogo Konstitucionnogo Suda, Moskau 1996.
- (Hrsg.): Verfassung im Diskurs der Welt. Liber amicorum für Peter Häberle zum siebzigsten Geburtstag, Mohr Siebeck, Tübingen 2004, ISBN 978-3-16-148361-5.
- (Hrsg.): Den Verfassungsstaat nachdenken. Eine Geburtstagsgabe, Duncker & Humblot, Berlin 2014, ISBN 978-3-428-14323-8.